# Cretohister sinensis
Cretohister sinensis — викопний вид жуків, єдиний у родині Cretohisteridae з підряду всеїдних жуків (Polyphaga). Існував у ранній крейді (125 млн років тому).

## Скам'янілості
Добре збережений скам'янілий відбиток жука виявлено поблизу міста Бейпяо провінції Ляонін на північному сході Китаю. Місцезнаходження лежить у відкладеннях формації Їсянь, в озерних аргілітових вапняках.

## Таксономія
Вид є єдиним видом у родині Cretohisteridae, що належить до надродини Histeroidea. На основі кладистичного аналізу всебічного набору морфологічних даних Cretohisteridae однозначно відновлено як сестринську групу до сучасної родини Histeridae, що демонструє кілька ознак, які є проміжними між Sphaeritidae, Synteliidae та Histeridae.

## Опис
Описаний зразок дуже добре зберігся; його довжина становить 10,3 мм.